# Dracula dalstroemii
Dracula dalstroemii är en orkidéart som beskrevs av Carlyle August Luer. Dracula dalstroemii ingår i släktet Dracula och familjen orkidéer. Inga underarter finns listade i Catalogue of Life.